# 섬 목록
다음은 섬에 관한 목록이다.

## 극지방
- 남극
- 그린란드

## 기본
- 넓이순 섬 목록
- 인구순 섬 목록
- 국경으로 나뉜 섬
- 섬나라 목록
- 열도 목록

## 대륙별
- 아시아의 섬 목록
- 유럽의 섬 목록
- 아프리카의 섬 목록
- 북아메리카의 섬 목록
- 남아메리카의 섬 목록
- 오세아니아의 섬 목록
  - 멜라네시아
  - 미크로네시아
  - 폴리네시아

## 아시아
- 남한의 섬 목록
- 북한의 섬 목록
- 일본의 섬 목록
- 중국의 섬 목록
- 대만의 섬 목록
- 베트남의 섬 목록
- 인도네시아의 섬 목록
- 말레이시아의 섬 목록
- 미얀마의 섬 목록
- 필리핀의 섬 목록
- 인도의 섬 목록
- 방글라데시의 섬 목록
- 파키스탄의 섬 목록
- 이란의 섬 목록
- 사우디아라비아의 섬 목록
- 예멘의 섬 목록
- 오만의 섬 목록
- 이스라엘의 섬 목록
- 튀르키예의 섬 목록
- 조지아의 섬 목록
- 동티모르의 섬 목록
- 싱가포르의 섬 목록
- 스리랑카의 섬 목록
- 키프로스의 섬 목록

## 아프리카
- 남아프리카 공화국의 섬 목록
- 마다가스카르의 섬 목록
- 소말리아의 섬 목록
- 세이셸의 섬 목록
- 코모로의 섬 목록
- 모리셔스의 섬 목록
- 모로코의 섬 목록
- 기니비사우의 섬 목록
- 상투메 프린시페의 섬 목록
- 나미비아의 섬 목록
- 앙골라의 섬 목록
- 케냐의 섬 목록
- 이집트의 섬 목록
- 알제리의 섬 목록
- 리비아의 섬 목록
- 지부티의 섬 목록
- 에레트레아의 섬 목록

## 유럽
- 영국의 섬 목록
- 아일랜드의 섬 목록
- 프랑스의 섬 목록
  - 누벨칼레도니의 섬 목록
- 스페인의 섬 목록
- 포르투갈의 섬 목록
- 이탈리아의 섬 목록
- 네덜란드의 섬 목록
- 스위스의 섬 목록
- 독일의 섬 목록
- 덴마크의 섬 목록
- 노르웨이의 섬 목록
- 스웨덴의 섬 목록
- 핀란드의 섬 목록
- 아이슬란드의 섬 목록
- 페로 제도의 섬 목록
- 폴란드의 섬 목록
- 에스토니아의 섬 목록
- 라트비아의 섬 목록
- 러시아의 섬 목록
- 크로아티아의 섬 목록
- 슬로베니아의 섬 목록
- 몬테네그로의 섬 목록
- 알바니아의 섬 목록
- 그리스의 섬 목록
- 루마니아의 섬 목록
- 불가리아의 섬 목록
- 우크라이나의 섬 목록

## 북아메리카
- 미국의 섬 목록
  - 미국의 주별 섬 목록
  - 하와이의 섬 목록
- 캐나다의 섬 목록
- 멕시코의 섬 목록
- 쿠바의 섬 목록
- 자메이카의 섬 목록

## 중앙아메리카
- 과테말라의 섬 목록
- 벨리즈의 섬 목록
- 온두라스의 섬 목록
- 니카라과의 섬 목록
- 엘살바도르의 섬 목록
- 코스타리카의 섬 목록
- 파나마의 섬 목록

## 남아메리카
- 브라질의 섬 목록
- 에콰도르의 섬 목록
- 콜롬비아의 섬 목록
- 베네수엘라의 섬 목록
- 수리남의 섬 목록
- 페루의 섬 목록
- 칠레의 섬 목록
- 아르헨티나의 섬 목록
- 우루과이의 섬 목록

## 오세아니아
- 오스트레일리아의 섬 목록
- 뉴질랜드의 섬 목록
- 피지의 섬 목록
- 키리바시의 섬 목록
- 마셜 제도의 섬 목록
- 통가의 섬 목록

## 미승인국
- 소말릴란드의 섬 목록